# حسین‌آباد حاجی علی‌نقی
حسین‌آباد حاجی علی‌نقی روستایی در دهستان حومه بخش مرکزی شهرستان دامغان استان سمنان ایران است.

## جمعیت
بر پایه سرشماری عمومی نفوس و مسکن در سال ۱۳۹۵ جمعیت این روستا ۱۹۳ نفر (در ۷۰ خانوار) بوده‌است.